# Plectranthus burorum
Plectranthus burorum là một loài thực vật có hoa trong họ Hoa môi. Loài này được (Chiov.) J.K.Morton miêu tả khoa học đầu tiên năm 1998.